# Crossover (baloncesto)
El crossover, quiebro o cambio de dirección es un movimiento del baloncesto en el cual un jugador dribla a su defensor amagando ir hacia un lado y cambiando rápidamente el balón de mano y de dirección. Es uno de los movimientos básicos del baloncesto, uno de los primeros que se enseña a un jugador.

## Tipos decrossover
- Crossover normal. Es aquel en el cual un jugador supera a su defensor con un cambio de dirección por delante. Se basa sobre todo en la velocidad de ejecución.
- Medio crossover. También conocido como in and out (dentro y fuera), es cuando el jugador comienza a hacer el cambio de dirección pero a mitad de camino vuelve a la posición original. Sería como realizar una finta pero con el balón en movimiento.
- Crossover por la espalda. También conocido como Shake and Bake, cuando el cambio de dirección se produce con un movimiento del balón por detrás de la espalda en vez de por delante del defensor.
- Doble crossover. Se trata de un cambio de dirección tras el cual el jugador atacante rectifica volviendo a su posición original, ocasionando en muchas ocasiones el desequilibrio del defensor.[2]